# Марі Лафоре
Марі́ Лафоре́ (фр. Marie Laforêt, справжнє ім'я Майтена́ Марі́ Бріжі́тт Думена́к, фр. Maïténa Marie Brigitte Doumenach; 5 жовтня 1939, Сулак-сюр-Мер, департамент Жиронда, — 2 листопада 2019, Женольє, Швейцарія) — французька співачка, акторка, письменниця, галеристка, поетеса-піснярка і шансоньє.

## Життєпис
1959 року, підміняючи хвору сестру Марі, перемогла на співочому телеконкурсі юних талантів. Пішла з сестрою на прослуховування до театру, де її помітив режисер Рене Клеман, що шукав героїню для свого нового фільму «На яскравому сонці» (1959). Зігравши в цій картині разом з Аленом Делоном, Думенак відразу стала знаменитістю і отримала багато ролей.
Найкращі ролі виконала в 1960-ті: Матильда де ла Моль в екранізації роману Стендаля «Червоне і чорне» (1961, режисер П'єр Кардинал), Марі-Шанталь в кримінальному трилері Клода Шаброля «Марі-Шанталь проти доктора Ха» (1965), Ефтікія в картині Валеріо Дзурліні «Вони йшли за солдатами» (1965), Анжела в стрічці «Левіафан» (1962, режисер Леонард Кігель). Знімалася у фільмах свого чоловіка Жана-Габрієля Альбікоко.
У 1970-х майже не знімалася, повністю присвятивши себе естраді.
Починаючи з 1980-х повернулася в кіно, активно знімалася в італійських фільмах і телесеріалах. Виконала знакову роль Анни Антінарі в телесеріалі Луїджі Переллі «Спрут 3» (1987). Номінувалася на «Сезар» 1988 року за виконання ролі Лотті у військовій комедії Жерара Морділла «Сміюся Фернан» (1987).
У 1978—2019 роках мешкала в Женеві і Женольє (Швейцарія). Мала швейцарське громадянство. Продовжувала працювати на естраді як виконавиця пісень, зніматися в кіно і на телебаченні.
Померла у 80 років 2 листопада 2019 року в місті Женолье .

## Дискографія
Записала 42 музичні альбоми, до яких увійшли й авторські пісні, зокрема відома «Manchester et Liverpool».

## Фільмографія
За акторську кар'єру знялася в 35 кінофільмах; разом — 56 ролей. Серед найвідоміших ролей — роботи у фільмах «На яскравому сонці» (1960), «Златоока дівчина» (1961), «Полювання на чоловіка» (1964), «Хто є хто» (1979), «Весела Пасха» (1984), «Авантюристи» (1984) та серіалі «Спрут-3» (1987).
| Рік  | Українська назва          | Оригінальна назва      | Країна           | Режисер                 |
| ---- | ------------------------- | ---------------------- | ---------------- | ----------------------- |
| 1960 | На яскравому сонці        | Les amours celebres    | Франція — Італія | Рене Клеман             |
| 1961 | Знамениті любовні історії | Les amours celebres    | Франція — Італія | Мішель Буарон           |
| 1961 | Дівчина із золотими очима | La fille aux yeux d'or | Франція — Італія | Жан-Габріель Альбікокко |
| 1961 | Блюз Сен-Тропе            | Saint Tropez blues     |                  | Марсель Мусі            |
| 1961 | Червоне і чорне           | Le rouge et le noir    |                  | П'єр Кардинал           |
| 1962 | Левіафан                  | Leviathan              |                  | Леонард Кігель          |
| 1964 | Полювання на чоловіка     |                        |                  |                         |
| 1979 | Хто є хто                 |                        |                  |                         |
| 1984 | Авантюристи               | Les Morfalous          |                  | Анрі Верней             |